# Calophyllum
Calophyllum is een geslacht van bloeiende planten uit de clusiafamilie (Clusiaceae). De soorten komen hoofdzakelijk verspreid voor in (sub)tropisch Azië, maar enkele soorten komen ook voor in de (sub)tropische delen van Afrika, Amerika en op de Pacifische eilanden.

## Soorten
- Calophyllum acidus Kosterm.
- Calophyllum acutiputamen P.F.Stevens
- Calophyllum aerarium P.F.Stevens
- Calophyllum africanum Cheek & Q.Luke
- Calophyllum alboramulum P.F.Stevens
- Calophyllum amblyphyllum A.C.Sm. & S.P.Darwin
- Calophyllum andersonii P.F.Stevens
- Calophyllum angulare A.C.Sm.
- Calophyllum apetalum Willd.
- Calophyllum archipelagi P.F.Stevens
- Calophyllum ardens P.F.Stevens
- Calophyllum articulatum P.F.Stevens
- Calophyllum aurantiacum P.F.Stevens
- Calophyllum aureobrunnescens M.R.Hend. & Wyatt-Sm.
- Calophyllum aureum M.R.Hend. & Wyatt-Sm.
- Calophyllum austroindicum Kosterm. ex P.F.Stevens
- Calophyllum balansae Pit.
- Calophyllum banyengii P.F.Stevens
- Calophyllum bicolor P.F.Stevens
- Calophyllum biflorum M.R.Hend. & Wyatt-Sm.
- Calophyllum bifurcatum P.F.Stevens
- Calophyllum blancoi Planch. & Triana
- Calophyllum brachyphyllum Merr.
- Calophyllum bracteatum Thwaites
- Calophyllum brasiliense Cambess.
- Calophyllum brassii A.C.Sm.
- Calophyllum calaba L.
- Calophyllum calcicola P.F.Stevens
- Calophyllum caledonicum Vieill. ex Planch. & Triana
- Calophyllum canum Hook.f. ex T.Anderson
- Calophyllum carrii P.F.Stevens
- Calophyllum castaneum P.F.Stevens
- Calophyllum caudatum Kaneh. & Hatus.
- Calophyllum celebicum P.F.Stevens
- Calophyllum cerasiferum Vesque
- Calophyllum ceriferum Gagnep. ex P.F.Stevens
- Calophyllum chapelieri Drake
- Calophyllum clemensiorum P.F.Stevens
- Calophyllum collinum P.F.Stevens
- Calophyllum comorense H.Perrier
- Calophyllum complanatum P.F.Stevens
- Calophyllum confertum P.F.Stevens
- Calophyllum confusum P.F.Stevens
- Calophyllum cordato-oblongum Thwaites
- Calophyllum coriaceum M.R.Hend. & Wyatt-Sm.
- Calophyllum costatum F.M.Bailey
- Calophyllum costulatum M.R.Hend. & Wyatt-Sm.
- Calophyllum cucullatum Merr.
- Calophyllum cuneifolium Thwaites
- Calophyllum dasypodium Miq.
- Calophyllum depressinervosum M.R.Hend. & Wyatt-Sm.
- Calophyllum dioscurii P.F.Stevens
- Calophyllum dispar P.F.Stevens
- Calophyllum dongnaiense Pierre
- Calophyllum drouhardii H.Perrier
- Calophyllum dryobalanoides Pierre
- Calophyllum echinatum P.F.Stevens
- Calophyllum elegans Ridl.
- Calophyllum enervosum M.R.Hend. & Wyatt-Sm.
- Calophyllum eputamen P.F.Stevens
- Calophyllum euryphyllum Lauterb.
- Calophyllum exiticostatum P.F.Stevens
- Calophyllum ferrugineum Ridl.
- Calophyllum fibrosum P.F.Stevens
- Calophyllum flavoramulum M.R.Hend. & Wyatt-Sm.
- Calophyllum fraseri M.R.Hend. & Wyatt-Sm.
- Calophyllum garcinioides P.F.Stevens
- Calophyllum glaucescens Ridl.
- Calophyllum goniocarpum P.F.Stevens
- Calophyllum gracilipes Merr.
- Calophyllum gracillimum M.R.Hend. & Wyatt-Sm.
- Calophyllum grandiflorum J.J.Sm.
- Calophyllum griseum P.F.Stevens
- Calophyllum havilandii P.F.Stevens
- Calophyllum heterophyllum P.F.Stevens
- Calophyllum hirasimum P.F.Stevens
- Calophyllum honbaense V.S.Dang, H.Toyama & Tagane
- Calophyllum hosei Ridl.
- Calophyllum humbertii P.F.Stevens
- Calophyllum incumbens P.F.Stevens
- Calophyllum inophyllum L.
- Calophyllum insularum P.F.Stevens
- Calophyllum lanigerum Miq.
- Calophyllum lankaensis Kosterm.
- Calophyllum laticostatum P.F.Stevens
- Calophyllum laxiflorum Drake
- Calophyllum leleanii P.F.Stevens
- Calophyllum leptocladum A.C.Sm. & S.P.Darwin
- Calophyllum leucocarpum A.C.Sm.
- Calophyllum lineare Kosterm.
- Calophyllum lingulatum P.F.Stevens
- Calophyllum lonchophyllum O.Schwarz
- Calophyllum longifolium Willd.
- Calophyllum lowei Planch. & Triana
- Calophyllum macrocarpum Hook.f.
- Calophyllum macrophyllum Scheff.
- Calophyllum membranaceum Gardner & Champ.
- Calophyllum mesoamericanum Vela Díaz
- Calophyllum milvum P.F.Stevens
- Calophyllum molle King
- Calophyllum moonii Wight
- Calophyllum morobensis P.F.Stevens
- Calophyllum mukunense P.F.Stevens
- Calophyllum multitudinis P.F.Stevens
- Calophyllum neoebudicum Guillaumin
- Calophyllum nodosum Vesque
- Calophyllum novoguineense Kaneh. & Hatus.
- Calophyllum nubicola D'Arcy & R.C.Keating
- Calophyllum obliquinervium Merr.
- Calophyllum obscurum P.F.Stevens
- Calophyllum oliganthum Merr.
- Calophyllum pachyphyllum Planch. & Triana
- Calophyllum paniculatum P.F.Stevens
- Calophyllum papuanum Lauterb.
- Calophyllum parkeri C.E.C.Fisch.
- Calophyllum parviflorum Bojer ex Baker
- Calophyllum parvifolium Choisy
- Calophyllum pascalianum B.R.Ramesh, Ayyappan & De Franceschi
- Calophyllum pauciflorum A.C.Sm.
- Calophyllum peekelii Lauterb.
- Calophyllum pelewense P.F.Stevens
- Calophyllum pentapetalum (Blanco) Merr.
- Calophyllum persimile P.F.Stevens
- Calophyllum pervillei Drake
- Calophyllum piluliferum P.F.Stevens
- Calophyllum pinetorum Bisse
- Calophyllum pisiferum Planch. & Triana
- Calophyllum poilanei Gagnep. ex P.F.Stevens
- Calophyllum polyanthum Wall. ex Choisy
- Calophyllum praetermissum P.F.Stevens
- Calophyllum pubescens Vela Díaz
- Calophyllum pulcherrimum Wall. ex Choisy
- Calophyllum pyriforme P.F.Stevens
- Calophyllum recedens Jum. & H.Perrier
- Calophyllum recurvatum P.F.Stevens
- Calophyllum rigidulum P.F.Stevens
- Calophyllum rigidum Miq.
- Calophyllum rivulare Bisse
- Calophyllum robustum P.F.Stevens
- Calophyllum roseocostatum P.F.Stevens
- Calophyllum rotundifolium Ridl.
- Calophyllum rubiginosum M.R.Hend. & Wyatt-Sm.
- Calophyllum rufigemmatum Hend. & Wyatt-Sm. ex P.F.Stevens
- Calophyllum rufinerve Kaneh. & Hatus.
- Calophyllum rugosum P.F.Stevens
- Calophyllum rupicola Ridl.
- Calophyllum sakarium P.F.Stevens
- Calophyllum savannarum A.C.Sm.
- Calophyllum sclerophyllum Vesque
- Calophyllum scriblitifolium M.R.Hend. & Wyatt-Sm.
- Calophyllum sil Lauterb.
- Calophyllum soulattri Burm.f.
- Calophyllum stipitatum P.F.Stevens
- Calophyllum streimannii P.F.Stevens
- Calophyllum suberosum P.F.Stevens
- Calophyllum subhorizontale M.R.Hend. & Wyatt-Sm.
- Calophyllum subsessile King
- Calophyllum sundaicum P.F.Stevens
- Calophyllum symingtonianum M.R.Hend. & Wyatt-Sm.
- Calophyllum tacamahaca Willd.
- Calophyllum tetrapterum Miq.
- Calophyllum teysmannii Miq.
- Calophyllum thorelii Pierre
- Calophyllum thuriferum Poepp.
- Calophyllum thwaitesii Planch. & Triana
- Calophyllum tomentosum Wight
- Calophyllum touranense Gagnep. ex P.F.Stevens
- Calophyllum tournanense Gagnep. ex P.F.Stevens
- Calophyllum trachycaule Lauterb.
- Calophyllum trapezifolium Thwaites
- Calophyllum undulatum P.F.Stevens
- Calophyllum utile Bisse
- Calophyllum vanoverberghii Merr.
- Calophyllum venulosum Zoll.
- Calophyllum vergens P.F.Stevens
- Calophyllum vernicosum P.F.Stevens
- Calophyllum verticillatum P.F.Stevens
- Calophyllum vexans P.F.Stevens
- Calophyllum vitiense Turrill
- Calophyllum waliense P.F.Stevens
- Calophyllum walkeri Wight
- Calophyllum wallichianum Planch. & Triana
- Calophyllum whitfordii Merr.
- Calophyllum woodii P.F.Stevens